# خورشیدگرفتگی ۱۴ ژانویه ۱۹۴۵
خورشیدگرفتگی ۱۴ ژانویه ۱۹۴۵ (به انگلیسی: Solar eclipse of January 14, 1945) یک خورشیدگرفتگی از نوع خورشیدگرفتگی حلقه‌ای است. این خورشیدگرفتگی در تاریخ ۱۴ ژانویه ۱۹۴۵ میلادی (‎۲۴ دی ۱۳۲۳ خورشیدی) روی داد که زمان اوج آن، ساعت ۵:۰۱:۴۳ به‌وقت ساعت هماهنگ جهانی بوده‌است. مدت زمان و طول این خورشیدگرفتگی ۰ دقیقه و ۱۵ ثانیه بود.